# Шмид, Анди
Андре (Анди) Шмид (нем. André "Andy" Schmid; род. 30 августа 1983 года, Хорген) — швейцарский гандболист, игравший на позиции разыгрывающего; тренер. Пять раз подряд признавался лучшим игроком сезона в немецкой Бундеслиге (2013—2018).

## Карьера

#### Клубная
Начинал карьеру в Люцерне, в 2002—2004 годах играл за клуб SG Stans/Luzern, уже тогда начал привлекаться в национальную сборную.
В 2004—2007 годах Шмид выступал за швейцарский клуб «Грассхоппер» из Цюриха, в составе которого становился серебряным призёром чемпионата Швейцарии. В 2007 году Шмид перешёл в клуб «Амисития» из Цюриха (ещё до объединения «Амиситии» и «Грассхоппера» в 2010 году), в составе которого дважды выиграл чемпионат Швейцарии и дважды признавался самым ценным игроком чемпионата в 2008 и 2009 годах. 
В 2009 году Шмид перешёл в датский клуб «Бьеррингбро-Силькеборг», где отыграл один сезон. В чемпионате Дании в тот год команда заняла третье место.
В 2010 году Шмид перешёл в немецкий клуб «Райн-Неккар Лёвен», в составе которого стал победителем чемпионата Германии в 2016 и 2017 годах, а в 2018 году выиграл Кубок Германии. В 2017, 2018 и 2019 годах побеждал в Суперкубке Германии. В 2013 году в составе «Райн-Неккар Лёвен» выиграл Кубок ЕГФ, в 2011 году занял четвёртое место в Лиге чемпионов ЕГФ.

#### Сборная
Анди Шмид выступает за сборную Швейцарию. Шмид дебютировал в сборной состоялся 19 декабря 2003 года в возрасте 20 лет в матче против Люксембурга. В 2021 году впервые в карьере сыграл на чемпионате мира в Египте. В 6 матчах турнира забил 44 мяча после 80 бросков.
Всего за сборную Шмид сыграл 180 матчей и забросил 870 мячей. Входит в пятёрку лидеров в истории сборной Швейцарии по сыгранным матчам и заброшенным мячам.

## Награды
- Победитель чемпионата Германии: 2016
- Победитель чемпионата Швейцарии: 2008, 2009
- Самый ценный игрок чемпионата Швейцарии: 2008, 2009
- Обладатель кубка ЕГФ: 2013
- Лучший игрок сезона чемпионата Германии: 2014, 2015, 2016, 2017, 2018

## Статистика
Статистика Энди Шмида.
Количество матчей, которые провёл Энди Шмида в сезоне 2018/19, указано на 11.6.2019.
| Сезон        | Клуб              | Лига       | Матчи | Голы | 7-метр | Голы |
| ------------ | ----------------- | ---------- | ----- | ---- | ------ | ---- |
| 2010/11      | Райн-Неккар Лёвен | Бундеслига | 30    | 44   | 0      | 44   |
| 2011/12      | Райн-Неккар Лёвен | Бундеслига | 33    | 83   | 0      | 83   |
| 2012/13      | Райн-Неккар Лёвен | Бундеслига | 34    | 157  | 51     | 106  |
| 2013/14      | Райн-Неккар Лёвен | Бундеслига | 32    | 145  | 30     | 115  |
| 2014/15      | Райн-Неккар Лёвен | Бундеслига | 36    | 114  | 14     | 100  |
| 2015/16      | Райн-Неккар Лёвен | Бундеслига | 32    | 171  | 27     | 144  |
| 2016/17      | Райн-Неккар Лёвен | Бундеслига | 34    | 156  | 44     | 112  |
| 2017/18      | Райн-Неккар Лёвен | Бундеслига | 32    | 189  | 37     | 152  |
| 2018/19      | Райн-Неккар Лёвен | Бундеслига | 34    | 164  | 26     | 138  |
| 2010—по н.в. | Итого             | Бундеслига | 297   | 1223 | 229    | 994  |